# Olle Nordemar

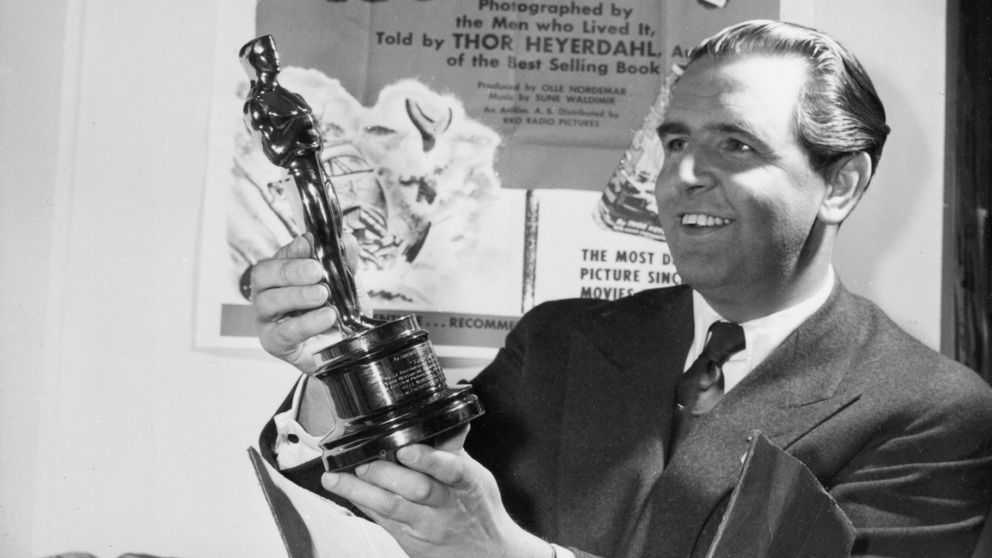
Olle Nordemar erhält per Post seinen Oscar im Jahr 1951

Olof Harry „Olle“ Nordemar (* 25. Juli 1914 in Stockholm; † 18. Februar 1999 ebenda) war ein schwedischer Filmregisseur, Filmeditor, Filmproduzent, Kameramann und Drehbuchautor. Nordemar ist bekannt als Produzent von Filmen, die auf den Romanen von Astrid Lindgren basieren. Nordemar hat den norwegisch-schwedischen Dokumentarfilm Kon-Tiki (1950) herausgegeben und produziert, der 1951 den Oscar für den besten Dokumentarfilm erhielt.

## Karriere
Nordemar wurde in Stockholm geboren und war der Bruder des Filmredakteurs und Regisseurs Eric Nordemar. 1932 begann er mit seiner Tätigkeit in der Filmindustrie. Zunächst absolvierte er eine Ausbildung zum Filmeditor und Fotografen. Von 1935 bis 1940 war er bei Armé-, Marinoch Flygfilm als Fotograf und Editor tätig. Von 1940 bis 1945 arbeitete Nordemar als Cheffotograf bei dem Unternehmen Sandrew. Danach war er als Cheffotograf bei der schwedischen Filmfirma AB Europa Film tätig.
Von 1945 bis 1946 arbeitete er als Kameramann, Regisseur und Produzent in Hollywood. Ein Jahr später gründeten Nordemar und Lennart Bernadotte die Filmproduktionsfirmen Artfilm AB und Artfoto AB, deren Geschäftsführer Nordemar wurde. In den frühen 1950er Jahren verkaufte Bernadotte seine Anteile der Firma an Nordemar und machte ihn damit zum alleinigen Eigentümer. 1966 erwarb die AB Svensk Filmindustri (SF) alle Anteile an Nordemars Artfilm AB.
Nordemar produzierte im Laufe seiner Karriere fast 40 Filme und Fernsehserien, drehte und schnitt zahlreiche andere. 1951 erhielt sein Film Kon-Tiki den Oscar für den besten Dokumentarfilm.
Nordemar war Vorstandsmitglied des Verbandes schwedischer Filmproduzenten (Föreningen svenska filmproducenter).

## Privatleben
1940 heiratete er Carmen Orrequia, die Kuratorin des Nordischen Museums. Er war der Vater von zwei Söhnen, die 1943 und 1945 geboren wurden. 1999 starb Nordemar in Stockholm und wurde im Galärvarvskyrkogården beerdigt.

## Filmografie (Auswahl)
- 1950: Kon-Tiki (Kon-Tiki, als Regisseur, Produzent, Filmeditor)
- 1951: Tini-Kling (als Produzent)
- 1955: Rasmus und der Vagabund (Luffaren och Rasmus, als Produzent)
- 1956: Kalle und das geheimnisvolle Karussell (Rasmus, Pontus och Toker, als Produzent)
- 1957: Kalle Blomquist – sein schwerster Fall (Mästerdetektiven lever farligt, als Produzent)
- 1959: Die Hemmungslosen (Raggare!, als Produzent)
- 1961: Die Kinder von Bullerbü (Alla vi barn i Bullerbyn, als Produzent)
- 1964: Ferien auf der Kräheninsel (Vi på Saltkråkan, als Produzent, Produktmanager)
- 1964: Der verwunschene Prinz (Tjorven, Båtsman och Moses, als Produzent)
- 1965: Das Trollkind (Tjorven och Skrållan, als Produzent, Produktmanager)
- 1966: Die Seeräuber (Tjorven och Mysak, als Produzent, Produktmanager)
- 1967: Glückliche Heimkehr (Skrållan, Ruskprick och Knorrhane, als Produzent, Produktmanager)
- 1968: Pippi Langstrumpf (Pippi Långstrump, als Produzent, Produktmanager)
- 1969: Das Gold am Krähenberg (Kråkguldet, als Produzent)
- 1973: Der Mann, der sich das Rauchen abgewöhnte (Mannen som slutade röka, als Produzent)
- 1973: Immer dieser Michel 3. – Michel bringt die Welt in Ordnung (Emil och griseknoen, als Produzent, Produktmanager)
- 1974: Karlsson auf dem Dach (Världens bästa Karlsson, als Produzent)
- 1976: Die Stadt meiner Träume (Mina drömmars stad, als Produzent)
- 1977: Die Tage mit Fanny (Måndagarna med Fanny, als Produzent)
- 1977: Die Brüder Löwenherz (Bröderna Lejonhjärta, als Produzent)
- 1980: Madita (Madicken, als Produzent)

## Auszeichnungen
- 1951: Oscar – „Bester Dokumentarfilm“ (als Produzent von Kon-Tiki)